# Kotschya lutea
Kotschya lutea là một loài thực vật có hoa trong họ Đậu. Loài này được (Porteres) Hepper miêu tả khoa học đầu tiên.